# Kalanchoe humifica
Kalanchoe humifica är en fetbladsväxtart som beskrevs av Desc.. Kalanchoe humifica ingår i släktet Kalanchoe och familjen fetbladsväxter. Inga underarter finns listade i Catalogue of Life.